# Bravo Two Zero
Bravo Two Zero là một đội tuần tra đặc nhiệm Anh (SAS) gồm 8 thành viên, từng tham chiến tại chiến tranh Vùng Vịnh vào tháng 1 năm 1991. Theo như thông tin từ Chris Ryan - một binh sĩ trong đội tuần tra này, cuộc tuần tra này thực hiện những nhiệm vụ như thu thập thông tin tình báo, tìm vị trí quan sát tốt và thiết lập điểm quan sát ra con đường tiếp tế giữa thủ đô Baghdad và khu vực Tây Bắc Iraq. Trong khi đó, theo một nguồn thông tin khác, đội đặc nhiệm này có nhiệm vụ là tìm và tiêu diệt các hệ thống tên lửa Scud cách con đường tiếp tế trên khoảng 250 km.

## Thành viên đội tuần tra
1. Trung sĩ Billy Mitchell
2. Trung sĩ Vincent Phillips
3. Binh nhất Chris Ryan
4. Binh nhất Ian Pring
5. Binh nhì Robert Consiglio
6. Binh nhì Steven Lane
7. Binh nhì Malcolm MacGown

## Cuộc tuần tra

### Bối cảnh
Vào tháng 1 năm 1991, trong giai đoạn mở đầu chiến tranh vùng Vịnh, Phi đội B, Trung đoàn Đặc nhiệm số 22 SAS đang đồn trú tại một căn cứ tiền phương ở Ả rập Xê út. Phi đội gồm các tiểu đội có nhiệm vụ tuần tra tầm xa bên trong lãnh thổ Iraq bao gồm ba tiểu đội: Bravo One Zero, Bravo Two Zero và Bravo Three Zero.

### Thâm nhập
Vào đêm 22 rạng sáng 23 tháng 1, đội tuần tra được đưa đến Iraq bởi một trực thăng Chinook, họ đi cùng với Bravo Three Zero (Bravo Three Zero sử dụng xe Land Rover 110 nhưng Bravo Two Zero thì không). Theo lời kể của McNab, đội đặc nhiệm đã đi bộ 20 km (12 dặm) trong đêm đầu tiên đến vị trí được đề nghị từ trạm quan sát. Tuy nhiên, cả Ryan và Coburn đều cho rằng khoảng cách thực sự chỉ là 2 km (1,2 dặm). Các nguồn thông tin nhân chứng của những người Bedouin và của Asher hỗ trợ ước tính của Ryan / Coburn là 2 km (1,2 mi). Ryan cho rằng đội tuần tra đã cố ý giảm xuống chỉ cách trạm quan sát 2 km (1,2 mi) vì trọng lượng quá nặng của các thiết bị quân dụng.
Theo cả Ryan và McNab, trọng lượng các thiết bị của họ yêu cầu đội tuần tra phải "chuyển" các thiết bị đến trạm quan sát. Bốn thành viên sẽ đi bộ khoảng 300 m, sau đó thả quả các thiết bị xuống và chờ đợi. Bốn người tiếp theo sẽ di chuyển lên và thả thiết bị của họ xuống, sau đó bốn người đầu tiên sẽ quay lại lấy nhiên liệu và mang chúng trở lại nhóm, tiếp theo là bốn người thứ hai cũng làm như vậy. Theo cách này, mỗi thành viên của đội tuần tra đi lại ba lần khoảng cách từ nơi đáp xuống đến trạm quan sát.
Sau khi đội tuần tra đổ bộ, binh nhì Lane nhận ra rằng họ đang bị vấn đề về liên lạc và điện đàm. Trung sĩ Mitchell sau đó đã cho rằng đội tuần tra đã cài sai tần số bộ đàm.

## Cuộc tuần tra bị bại lộ

### Đội tuần tra bị phát hiện
Vào cuối buổi chiều ngày 24 tháng 1, đội tuần tra đã bị một người chăn cừu trẻ phát hiện. Tin rằng mình đã bị lộ, cả đội quyết định rút lui, để lại đằng sau những thiết bị dư thừa. Khi họ đang chuẩn bị rời đi, họ nghe thấy âm thanh họ nghĩ là một chiếc xe tăng tiến đến vị trí của họ. Đội tuần tra vào vị trí phòng thủ, chuẩn bị tên lửa LAW của họ, và đợi chiếc xe tăng đi vào tầm mắt. Tuy nhiên, "chiếc xe tăng" hóa ra lại là một chiếc xe ủi đất, nó đã quay đầu lại nhanh chóng sau khi nhìn thấy đội tuần tra. Nhận ra rằng bây giờ họ đã bị lộ, cả đội tuần tra rút khỏi vị trí của họ. Ngay sau đó, khi họ đã thoát, một cuộc đấu súng với xe bọc thép và bộ binh Iraq đã diễn ra.

### "Rút lui khẩn cấp"
Quy trình hoạt động tiêu chuẩn của các lực lượng quân đội Anh nêu rằng, trong trường hợp khẩn cấp hoặc không có liên lạc điện đàm, đội tuần tra nên trở lại điểm đổ bộ ban đầu của họ, nơi mà một chiếc trực thăng sẽ hạ cánh trong vòng 24 giờ. Tuy nhiên, kế hoạch này đã thất bại bởi vì địa điểm đổ bộ ban đầu vốn là một địa điểm không rõ tọa độ, vậy nên mặc dù cả đội tuần tra đã đến nơi đón khẩn cấp được chỉ định trước đó, nhưng không có một chiếc trực thăng nào xuất hiện để cứu họ.

### Lộ trình rút lui
Quy trình hoạt động tiêu chuẩn bắt buộc trước khi xâm nhập vào lãnh thổ địch, một lộ trình rút lui phải được lên kế hoạch để các thành viên của đội tuần tra biết phải đi đâu nếu họ bị lạc mất nhau hoặc trong tình huống khẩn cấp. Trong kế hoạch tuần tra cho thấy, cả đội đã vạch sẵn một tuyến đường hẻo lánh phía nam hướng tới Ả Rập Xê Út. Theo bản ghi nhật ký SAS được lưu giữ lúc đó, tín hiệu truyền từ bộ đàm TACBE của đội tuần tra đã được nhận bởi chỉ huy chiến dịch vào ngày 24 tháng 1. Bản ghi "Bravo Two Zero đã liên lạc lại với sở chỉ huy, có vẻ họ đang di chuyển về phía nam," mặc dù trên thực tế, cả đội đang hướng về biên giới Syria. Coburn sau này đã kể rằng, trong giai đoạn lập kế hoạch nhiệm vụ, Syria đã là đích đến được đồng ý nên một kế hoạch trốn thoát cần phải được thực hiện. Ông cũng kể rằng đây là lời khuyên của Sĩ quan Tư lệnh đội B tại thời điểm đó.
Sự thay đổi trong kế hoạch đã vô hiệu hóa mọi nỗ lực giải cứu đội tuần tra của lực lượng đồng minh. Mitchell cũng đã bị chỉ trích vì từ chối lời khuyên từ cấp trên sử dụng xe chiến đấu trong nhiệm vụ (chiếc xe bị bỏ lại tại một điểm đón khẩn cấp, sau này được liên quân Mỹ-Anh tìm thấy), điều này sẽ tạo điều kiện cho việc rút lui dễ dàng hơn. Một nhóm SAS trước đó đã sử dụng xe Land Rover trong vai trò này khi họ cũng phải từ bỏ một nhiệm vụ tương tự. Tuy nhiên, cũng có ý kiến cho rằng đội tuần tra đã đồng ý không sử dụng xe vì họ cảm thấy số lượng binh sĩ trong đội ít và chiếc xe quá nhỏ (lúc đó chỉ có xe Land Rover phiên bản ngắn) có thể sử dụng và không phù hợp với nhiệm vụ được dự định sẽ được thực hiện từ một trạm quan sát cố định.

### Đội tuần tra tách ra làm hai
Trong đêm 24/25 tháng 1, trong khi Mitchell đang cố gắng liên lạc với một chiếc máy bay của Liên quân đi qua bằng cách sử dụng bộ đàm TACBE, đội tuần tra vô tình tách ra thành hai nhóm. Trong khi những người khác chờ đợi tin nhắn từ TACBE, Phillips, Ryan và MacGown tiếp tục di chuyển qua bóng tối. Cả hai nhóm đều không tuân thủ thủ tục khẩn cấp tiêu chuẩn (ERV) mà họ đã được huấn luyện để theo dõi — và trước đó đã theo dõi đêm hôm trước. Thay vào đó, cả hai nhóm độc lập tiếp tục di chuyển về biên giới Syria.
Sau khi bị tách ra, Phillips, Ryan và MacGown hiện đang có hai khẩu súng trường tấn công M16/M203 và một khẩu súng lục Hi-Power Browning, cũng như ít nhất một bộ đàm TACBE, và ống nhòm nhìn đêm của Ryan. Mitchell, Pring, Lane, Consiglio và Coburn được trang bị vũ khí nguyên bản của họ (ba súng máy Minimi và hai M16/M203) cũng như Minimi của MacGown (mà Mitchell đang mang theo). Nhóm lớn hơn mang theo ít nhất một bộ đàm TACBE và GPS Magellan.

### Cái chết của Phillips
Vào tối ngày 25 tháng 1, Ryan, MacGown và Phillips rời khỏi xác chiếc xe tăng mà họ đã ở lại trong ngày và đi về phía bắc. Phillips đã bị hạ thân nhiệt, và không còn giữ được khẩu M16/M203 của mình nữa, sau đó anh đưa súng cho MacGown. Khi họ tiếp tục, tình trạng của Phillips trở nên tồi tệ đến mức anh nhầm găng tay màu đen của mình với màu sắc của bàn tay mình, và bắt đầu hét to. Cuối cùng, Phillips mất liên lạc với hai người kia ở đâu đó khoảng 20 giờ tối, và đã chết trong thời gian ngắn sau đó. Theo Ryan và MacGown, cả hai đều tìm kiếm Phillips trong khoảng hai mươi phút trước khi quyết định tiếp tục mà không có anh ta, trong khi theo Tướng Sir Peter de la Billière, chỉ Ryan tìm kiếm trong khi MacGown chờ đợi. Ryan cũng chỉ ra rằng anh ta không biết Phillips hẳn đã chết khi anh viết: "Tôi hy vọng với Đức Chúa Trời rằng (Phillips) cũng đang làm như vậy. Rằng anh ta sẽ đi xuống..." mặc dù MacGown thừa nhận anh biết Phillips đã chết vào thời điểm đó. Trung sĩ Vince Phillips, một quân nhân đã phục vụ 19 năm trong Quân đội Anh, và phục vụ 8 năm của SAS đã 36 tuổi khi anh qua đời vì hạ thân nhiệt vào tối ngày 25 tháng 1 năm 1991 tại Tây Bắc Iraq. Theo SAS, Phillips đã chết vì hạ thân nhiệt trong khi trốn tránh bị bắt tại Iraq vào ngày 22 tháng 1 năm 1991 ở tuổi 36.

### MacGown bị quân đội Iraq bắt sống
Vào khoảng giữa trưa ngày 26 tháng 1, Ryan và MacGown đã bị phát hiện bởi một người chăn dê già. Sau khi thảo luận về việc giết người đàn ông, MacGown quyết định đi cùng anh ta để tìm một chiếc xe, trong khi Ryan quyết định không an toàn để làm như vậy và vẫn ở nơi anh ta theo thỏa thuận rằng MacGown sẽ trở lại lúc 18 giờ 30. MacGown mang theo mình khẩu M16/M203 của Phillips bỏ lại trước đó, nhưng bỏ lại trang bị của mình, để không "tạo cảm giác hung hăng, thù địch". MacGown đi bộ với người chăn dê trong khoảng bốn giờ, trước khi gặp một nhóm đàn ông, với một chiếc xe Toyota Landcruiser. Theo Ryan, MacGown đã bắn và giết chết một người Ả Rập không vũ trang khi anh chạy về phía chiếc xe, tiếp theo là hai chiếc nữa chở binh sĩ trang bị AK-47.
Bởi vì MacGown đã vứt bỏ trang bị của mình trước đó, anh đã hết đạn và bị bắt khi đang cố lấy xe. Theo lời kể của Mitchell về những sự kiện này, người chăn dê già rời MacGown với hướng dẫn đến một túp lều, nơi anh tìm thấy hai chiếc xe. Sau khi giết một người lính Iraq mặc đồng phục cố gắng tới được một trong những chiếc xe, "sáu hay bảy" hơn đến từ túp lều, ba trong số họ đã bị giết trước khi khẩu M16/M203 của MacGown bị kẹt đạn, và anh ta bị bắt khi ngồi ở một trong những chiếc xe. Theo một cuộc phỏng vấn do MacGown đưa ra năm 2002, anh ta gặp một người lính đầu tiên gần một chiếc xe: "Tôi đã thuyết phục và anh ta không nói gì cả, và tôi tiếp tục nói chuyện và sau đó anh ta nhảy vào xe. Sau đó tôi bắn vào đầu anh ta. Một phát bắn duy nhất." Khi có thêm binh lính ra khỏi túp lều, MacGown nhắm khẩu M16/M203 của mình và bắn nhưng nghe thấy tiếng "cạch", cho thấy khẩu súng đã hết đạn. Rõ ràng là Phillips chưa bao giờ nạp đạn súng sau trận đấu súng vào ngày 24 tháng 1. Vì những lý do không được biết đến với MacGown, những người lính Iraq không bắn trả lại, mà thay vào đó bắt sống MacGown.

### Nhóm của Mitchell cướp được xe
Trong buổi tối ngày 26 tháng 1, nhóm 5 người của Mitchell đã cướp một chiếc taxi bằng cách để Consiglio giả vờ bị thương trong tay Mitchell khi đang nằm trên một con đường. Khi chiếc xe đến gần, Pring, Lane và Coburn đứng dậy từ phía sau và bao vây chiếc xe, giết chết tài xế. Theo lời kể của Mitchell, nhóm đã giết tất cả những người trong xe taxi và lái xe cho đến khi họ đến một chốt kiểm tra, nơi Lane bắn và giết chết một người lính Iraq, trong khi những người khác trong nhóm giết hai người nữa. Theo Ryan kể lại, nhóm đã được một con tin Iraq lái xe đến trạm kiểm soát. Họ ra khỏi xe với kế hoạch hẹn gặp ở phía bên kia của trạm kiểm soát, nhưng con tin báo cảnh sát sau đó, và cả nhóm buộc phải tiếp tục đi bộ.

### Nhóm của Mitchell bị bắt sống
Vào sáng sớm ngày 27 tháng 1, nhóm 5 người của Mitchell đã tiếp xúc với dân thường và cảnh sát địa phương. Consiglio bị bắn chết và giết chết bởi các thường dân vũ trang vào khoảng 02 giờ. Lane chết vì hạ thân nhiệt sau đó cùng một buổi sáng sau khi bơi qua sông Euphrates với Pring, người cùng với Mitchell và Coburn sau đó đã bị bắt. Trong một cuộc đấu súng trước khi bắt, Coburn bị bắn ở cả cánh tay và mắt cá chân.
Theo Mitchell, bốn thành viên tuần tra bị bắt (Mitchell, Pring, MacGown và Coburn bị thương) đã bị di chuyển nhiều lần, chịu đựng tra tấn và thẩm vấn ở mỗi nhà tù kế tiếp. Tuy nhiên, theo MacGown thì những hình thức tra tấn như nhổ răng và làm bỏng bằng thìa đun nóng đã không xảy ra. Tin tức cảnh quay của MacGown và Pring được chụp tại thời điểm phát hành vào ngày 5 tháng 3, cho thấy không có bằng chứng về bất kỳ thương tích trên khuôn mặt nào và các binh sĩ được đại diện Hội Chữ thập đỏ mô tả là "trong tình trạng sức khỏe tốt".
Họ bị giam giữ tại Nhà tù Abu Ghraib trước khi được trả tự do vào ngày 5 tháng 3.

### Ryan chạy trốn thành công đến Syria
Ryan đã được SAS ghi danh với thành tích "cuộc đào thoát dài nhất được thực hiện bởi một người lính SAS hoặc bất kỳ người lính khác," để trốn tới Syria, khoảng cách 180 dặm (290 km), hơn kỷ lục binh sĩ SAS Jack Sillito đã đạt được ở sa mạc Sahara vào năm 1942.